# Persone di nome Anna
| Questa pagina contiene informazioni ricavate automaticamente dalle voci biografiche con l'ausilio del template Bio e di un bot. L'aggiornamento è periodico e automatico e ricostruisce completamente la pagina. Se manca una persona in questa lista, sei pregato di non aggiungerla, ma accertati piuttosto che la sua voce biografica contenga il template Bio e che i dati anagrafici siano correttamente compilati. Se il template Bio manca, inseriscilo tu stesso o, in alternativa, metti l'avviso {{tmp\|Bio}} che ne segnala la mancanza. Se i dati riportati sono sbagliati, correggi direttamente la voce biografica; le modifiche saranno visibili in questa lista entro pochi giorni. Per chiarimenti vedi il progetto antroponimi. La lista contiene solo le 1.293 persone che sono citate nell'enciclopedia e per le quali è stato implementato correttamente il template Bio. Pagina aggiornata al 6 ago 2025. |

Questa è una lista di persone presenti nell'enciclopedia che hanno il nome Anna, suddivise per attività principale.

## Agenti segrete(1)
- Anna Chapman, agente segreta russa (Volgograd, n. 1982)

## Allenatrici di calcio(2)
- Anna Maria Picarelli, allenatrice di calcio e ex calciatrice statunitense (Downey, n. 1984)
- Anna Signeul, allenatrice di calcio e ex calciatrice svedese (Falun, n. 1961)

## Allenatrici di tennis(1)
- Anna Zaporožanova, allenatrice di tennis e ex tennista ucraina (Kiev, n. 1979)

## Alpiniste(1)
- Anna Torretta, alpinista, arrampicatrice e scrittrice italiana (Torino, n. 1971)

## Altiste(4)
- Anna Čičerova, altista russa (Erevan, n. 1982)
- Anna Iljuštšenko, ex altista estone (Sillamäe, n. 1985)
- Anna Ustinova, ex altista kazaka (Semej, n. 1985)
- Anna Visigalli, ex altista italiana (n. 1981)

## Ambientaliste(1)
- Anna Giordano, ambientalista italiana (n. 1965)

## Anarchiche(1)
- Anna Campbell, anarchica e militare inglese (Lewes, n. 1991 - Distretto di Afrin, † 2018)

## Anatomiste(1)
- Anna Morandi Manzolini, anatomista e scultrice italiana (Bologna, n. 1714 - Bologna, † 1774)

## Annunciatrici televisive(1)
- Anna Maria Gambineri, annunciatrice televisiva italiana (Roma, n. 1936 - Roma, † 2017)

## Antifasciste(1)
- Anna Krauss, antifascista tedesca (Bogen, n. 1884 - Berlino, † 1943)

## Antropologhe(1)
- Annamaria Rivera, antropologa, saggista e attivista italiana (Taranto, n. 1945)

## Archeologhe(3)
- Anna Maria Bietti Sestieri, archeologa italiana (n. 1942 - Roma, † 2023)
- Anna Maria Bisi, archeologa italiana (n. 1938 - † 1990)
- Anna Marguerite McCann, archeologa e storica dell'arte statunitense (Mamaroneck, n. 1933 - Sleepy Hollow, † 2017)

## Arciere(1)
- Anna Menconi, arciera italiana (Carrara, n. 1971)

## Arrampicatrici(1)
- Anna Stöhr, arrampicatrice austriaca (Reith im Alpbachtal, n. 1988)

## Artiste(6)
- Hannah Höch, artista tedesca (Gotha, n. 1889 - Berlino Ovest, † 1978)
- Anna Maria Maiolino, artista brasiliana (Scalea, n. 1942)
- Anna Molka Ahmed, artista pakistana (Londra, n. 1917 - Lahore, † 1994)
- Anna Rossettini, artista italiana (Venezia, n. 1940 - Venezia, † 1998)
- Anna Maria Vaiana, artista italiana
- Anna Visscher, artista, poetessa e traduttrice olandese (Amsterdam, n. 1583 - Alkmaar, † 1651)

## Assassine seriali(1)
- Anna Maria Zwanziger, assassina seriale tedesca (Norimberga, n. 1760 - Norimberga, † 1811)

## Astiste(3)
- Anna Battke, astista tedesca (Düsseldorf, n. 1985)
- Anna Giordano Bruno, ex astista italiana (San Vito al Tagliamento, n. 1980)
- Anna Rogowska, ex astista polacca (Gdynia, n. 1981)

## Astrofisiche(1)
- Kathy Vivas, astrofisica venezuelana (Tovar, n. 1972)

## Astronaute(1)
- Anna Fisher, ex astronauta e chimica statunitense (New York, n. 1949)

## Astronome(2)
- Anna Frebel, astronoma e astrofisica tedesca (Berlino, n. 1980)
- Anna Nikola Żytkow, astronoma polacca (n. 1947)

## Atlete paralimpiche(3)
- Anna Grimaldi, atleta paralimpica neozelandese (Dunedin, n. 1997)
- Anna Tavano, atleta paralimpica francese (La Garenne-Colombes, n. 1948 - Suresnes, † 2012)
- Anna Maria Toso, ex atleta paralimpica, schermitrice e tennistavolista italiana

## Attiviste(6)
- Anna Maria Mammoliti, attivista, giornalista e editrice italiana (Melissano, n. 1944 - Roma, † 2009)
- Anna Munro, attivista, politica e insegnante scozzese (Glasgow, n. 1881 - Tadley, † 1962)
- Eleanor Roosevelt, attivista e first lady statunitense (New York, n. 1884 - New York, † 1962)
- Anna Temple-Nugent-Brydges-Chandos, attivista britannica (Stowe, n. 1820 - Londra, † 1879)
- Dorothea von Velen, attivista tedesca (Ducato di Berg, n. 1670 - † 1732)
- Anna Šaryhina, attivista ucraina (n. 1978)

## Attrici pornografiche(5)
- Anna Claire Clouds, attrice pornografica statunitense (Nashville, n. 1995)
- Anna Malle, attrice pornografica e regista statunitense (Havana, n. 1967 - Las Vegas, † 2006)
- Anna Ohura, attrice pornografica giapponese (Hokkaidō, n. 1980)
- Anna Bell Peaks, attrice pornografica statunitense (Chatsworth, n. 1981)
- Anna Polina, attrice pornografica russa (Leningrado, n. 1989)

## Attrici teatrali(8)
- Anita Di Landa, attrice teatrale e cantante italiana (Graglia, n. 1882 - Vicenza, † 1920)
- Anna Caroli, attrice teatrale e attrice cinematografica italiana (Genova, n. 1913 - Genova, † 1979)
- Anna Fiorilli Pellandi, attrice teatrale italiana (Venezia, n. 1772 - Verona, † 1841)
- Cristina Maccioni, attrice teatrale e annunciatrice televisiva italiana (Cagliari)
- Anna Marchesini, attrice teatrale, comica e doppiatrice italiana (Orvieto, n. 1953 - Orvieto, † 2016)
- Anna Laura Messeri, attrice teatrale, regista teatrale e docente italiana (Roma, n. 1929 - Genova, † 2024)
- Anna Montinari, attrice teatrale e modella italiana (Firenze, n. 1935 - Firenze, † 2022)
- Anna O'Byrne, attrice teatrale e soprano australiana (Melbourne, n. 1987)

## Autrici di videogiochi(1)
- Anna Anthropy, autrice di videogiochi statunitense

## Autrici televisivi(2)
- Anna Carlucci, autrice televisiva e regista italiana (Udine, n. 1961)
- Anna Tortora, autrice televisiva italiana (Genova, n. 1935 - Roma, † 2003)

## Aviatrici(1)
- Anna Aleksandrovna Timofeeva-Egorova, aviatrice sovietica (Volodovo, n. 1918 - Mosca, † 2009)

## Avvocate(1)
- Anna Slotky, avvocata statunitense (Buffalo Grove, n. 1981)

## Badesse(1)
- Anna Carlotta di Lorena, badessa (Lunéville, n. 1714 - Mons, † 1773)

## Banchiere(1)
- Anna Maria Tarantola, banchiera e dirigente pubblica italiana (Casalpusterlengo, n. 1945)

## Beate(2)
- Anna Kolesárová, beata slovacca (Vysoká nad Uhom, n. 1928 - Vysoká nad Uhom, † 1944)
- Anna Maria Taigi, beata italiana (Siena, n. 1769 - Roma, † 1837)

## Biatlete(8)
- Anna Bogalij-Titovec, ex biatleta russa (Vožega, n. 1979)
- Anna Bulygina, ex biatleta russa (Salechard, n. 1984)
- Sofia Domeij, ex biatleta e fondista svedese (Ljusdal, n. 1976)
- Anna Magnusson, biatleta svedese (Piteå, n. 1995)
- Anna Murínová, biatleta slovacca (Brezno, n. 1973)
- Anna Maria Nilsson, ex biatleta svedese (Östersund, n. 1983)
- Anna Stera-Kustucz, ex biatleta polacca (Duszniki-Zdrój, n. 1974)
- Anna Weidel, biatleta tedesca (n. 1996)

## Biologhe(1)
- Anna Tramontano, biologa italiana (Napoli, n. 1957 - Roma, † 2017)

## Bobbiste(1)
- Anna Köhler, bobbista tedesca (Lindenfels, n. 1993)

## Botaniche(4)
- Anna Atkins, botanica e fotografa inglese (Tonbridge, n. 1799 - Sevenoaks, † 1871)
- Anna Blackburne, botanica e naturalista inglese (Warrington, n. 1726 - † 1793)
- Anna Worsley Russell, botanica e micologa britannica (Arno's Vale, n. 1807 - Kenilworth, † 1876)
- Anna Antoinette Weber-van Bosse, botanica olandese (Amsterdam, n. 1852 - Eerbeek, † 1942)

## Calciatrici(30)
- Anna Anvegård, calciatrice svedese (Bredaryd, n. 1997)
- Anna Auvinen, calciatrice finlandese (Pieksämäki, n. 1987)
- Marika Bergman Lundin, calciatrice svedese (Landvetter, n. 1999)
- Anna Blässe, calciatrice tedesca (Weimar, n. 1987)
- Anna Buhigas, calciatrice statunitense (Columbus, n. 1994)
- Anna Csiki, calciatrice ungherese (n. 1999)
- Anna Dlasková, calciatrice ceca (Mladá Boleslav, n. 1995)
- Anna Filbey, calciatrice britannica (Hillingdon, n. 1999)
- Anna Gawrońska, calciatrice e allenatrice di calcio polacca (Gostyń, n. 1979)
- Anna Gerhardt, calciatrice tedesca (Würselen, n. 1998)
- Anna Green, calciatrice britannica (Stockport, n. 1990)
- Anna Innerhuber, calciatrice austriaca (Innsbruck, n. 1991)
- Anna Jøsendal, calciatrice norvegese (n. 2001)
- Anna Kožnikova, calciatrice russa (Razvil'noe, n. 1987)
- Anna Björk Kristjánsdóttir, calciatrice islandese (Reykjavík, n. 1989)
- Anna Lacchini, calciatrice italiana (n. 1992)
- Anna Maria Mega, ex calciatrice e allenatrice di calcio italiana (Scorrano, n. 1962)
- Vivianne Miedema, calciatrice olandese (Hoogeveen, n. 1996)
- Julia Molin, calciatrice svedese (Kristianstad, n. 1990)
- Anna Moorhouse, calciatrice inglese (Oldham, n. 1995)
- Josefine Öqvist, ex calciatrice svedese (Uppsala, n. 1983)
- Anna Patten, calciatrice irlandese (Harpenden, n. 1999)
- Anna Rakel Pétursdóttir, calciatrice islandese (n. 1998)
- Johanna Rytting Kaneryd, calciatrice svedese (Kolsva, n. 1997)
- Anna Sandberg, calciatrice svedese (n. 2003)
- Therese Simonsson, calciatrice svedese (n. 1998)
- Anna Szymańska, calciatrice polacca (Stettino, n. 1988)
- Anna Tamminen, calciatrice finlandese (Turku, n. 1994)
- Anna Westerlund, calciatrice finlandese (Pargas, n. 1989)
- Anna Čolovjaga, calciatrice russa (Kovdor, n. 1992)

## Canoiste(4)
- Annemiek Derckx, ex canoista olandese (Beegden, n. 1954)
- Anna Olsson, ex canoista svedese (Timrå, n. 1964)
- Anna Pfeffer, ex canoista ungherese (Kaposvár, n. 1945)
- Anna Wood, ex canoista olandese (Roermond, n. 1966)

## Canottiere(6)
- Lovisa Claesson, canottiera svedese (Borås, n. 1995)
- Anna Goodale, canottiera statunitense (Montville, n. 1983)
- Anna Mickelson, canottiera statunitense (Seattle, n. 1980)
- Anna Prakaten, canottiera bielorussa (Minsk, n. 1992)
- Sophie Souwer, canottiera olandese (Westervoort, n. 1987)
- Anna Watkins, canottiera britannica (Leek, n. 1983)

## Cantanti liriche(2)
- Anna Davia, cantante lirica italiana (Nebbiù, n. 1743 - Italia, † 1810)
- Ebe Treves, cantante lirica italiana (Venezia, n. 1849)

## Cantautrici(13)
- Ana Bettz, cantautrice italiana (Roma, n. 1958)
- Cara, cantautrice italiana (Crema, n. 1999)
- Anna Calemme, cantautrice italiana (Napoli, n. 1963)
- Anna Calvi, cantautrice britannica (Twickenham, n. 1980)
- Anna Identici, cantautrice italiana (Castelleone, n. 1947)
- Anna LaCazio, cantautrice statunitense (n. 1962)
- Anna of the North, cantautrice norvegese (Gjøvik, n. 1989)
- Anna Nalick, cantautrice statunitense (Glendora, n. 1984)
- Anna Rossinelli, cantautrice svizzera (Basilea, n. 1987)
- Nea, cantautrice svedese (Port Elizabeth, n. 1987)
- Anna Ternheim, cantautrice svedese (Stoccolma, n. 1978)
- Anna Waronker, cantautrice, musicista e compositrice statunitense (Los Angeles, n. 1972)
- Anna Mjöll, cantautrice islandese (Reykjavík, n. 1970)

## Cavallerizze(2)
- Anna Casagrande, cavallerizza italiana (Milano, n. 1958)
- Anna Cavallaro, cavallerizza italiana (Belfiore, n. 1986)

## Cestiste(43)
- Anna Maria Krabbenborg, ex cestista brasiliana (Jaguariúna, n. 1957)
- Anna Archipova, ex cestista e allenatrice di pallacanestro russa (Stavropol', n. 1973)
- Anna Barthold, ex cestista svedese (Skön, n. 1980)
- Anna Basse, ex cestista senegalese (Toukoto, n. 1957)
- Anna Branzoni, cestista e allenatrice di pallacanestro italiana (Erba, n. 1925 - † 1961)
- Anna Caliendo, cestista italiana (Caserta, n. 1983)
- Anna Costalunga, ex cestista italiana (Schio, n. 1970)
- Anna Cruz, ex cestista spagnola (Barcellona, n. 1986)
- Anna Csúcs, ex cestista ungherese (n. 1930)
- Anna DeForge, ex cestista statunitense (Iron Mountain, n. 1976)
- Anna Dreimane, cestista lettone (Riga, n. 1997)
- Anna Farkas, ex cestista ungherese (Szőny, n. 1964)
- Anna Maria Franchini, cestista italiana (Faenza, n. 1933 - Milano, † 2016)
- Anna Guida, ex cestista italiana (Marcianise, n. 1971)
- Anna van Helvoort, ex cestista olandese (Oss, n. 1960)
- Anna Hoekstra, ex cestista olandese (Leeuwarden, n. 1961)
- Anna Hollós, ex cestista ungherese (Pécs, n. 1963)
- Anna Ippoliti, ex cestista italiana (Gualdo Tadino, n. 1974)
- Anna Jalsoviczky, cestista ungherese (Nagykőrös, n. 1934 - † 2012)
- Anna Jelonek, ex cestista polacca (Jędrzejów, n. 1962)
- Anna Jurčenková, cestista slovacca (Prešov, n. 1985)
- Anna Kotočová, ex cestista cecoslovacca (Trstená, n. 1968)
- Anna Kozmanová, ex cestista cecoslovacca (Praga, n. 1956)
- Anna Leškovceva, ex cestista russa (n. 1987)
- Anna Lundén, ex cestista svedese (Stoccolma, n. 1958)
- Anna Montañana, ex cestista e allenatrice di pallacanestro spagnola (Valencia, n. 1980)
- Anna Neri, cestista italiana (n. 1930 - † 2020)
- Anna Noficzer, cestista ungherese (Székesfehérvár, n. 1933 - Székesfehérvár, † 1990)
- Anna Ol'chovyk, cestista ucraina (Kiev, n. 1987)
- Anna Ortobelli, cestista italiana (n. 1934 - † 2008)
- Anna Oskarsson, ex cestista svedese (Umeå, n. 1967)
- Anna Pendergast, ex cestista canadese (Charlottetown, n. 1961)
- Anna Pernice, ex cestista italiana (Napoli, n. 1980)
- Anna Petrakova, ex cestista russa (Budapest, n. 1984)
- Anna Pietrzak, ex cestista polacca (Zabrze, n. 1987)
- Anna Rossi, ex cestista italiana (Thiene, n. 1985)
- Anna Rosso, ex cestista italiana
- Anna Sommi, cestista italiana (n. 1931)
- Anna Spyridopoulou, cestista greca (Serres, n. 1988)
- Anna Vajda, ex cestista ungherese (Budapest, n. 1984)
- Anna Vida, ex cestista ungherese (Budapest, n. 1985)
- Anna Wielebnowska, ex cestista polacca (Cracovia, n. 1978)
- Anna Zimerle, ex cestista italiana (Vicenza, n. 1976)

## Chimiche(4)
- Anna Igumnova, chimica russa (Russia, n. 1889)
- Anna Marabini, chimica italiana (Imola, n. 1930 - † 2023)
- Anna Sundström, chimica svedese (Stoccolma, n. 1785 - Stoccolma, † 1871)
- Anna Volkova, chimica russa († 1876)

## Cicliste su strada(8)
- Anna van der Breggen, ciclista su strada, ciclocrossista e dirigente sportiva olandese (Zwolle, n. 1990)
- Anna Henderson, ciclista su strada britannica (Hemel Hempstead, n. 1998)
- Anna Kiesenhofer, ciclista su strada austriaca (Kirchdorf an der Krems, n. 1991)
- Anna Mei, ciclista su strada e mountain biker italiana (Milano, n. 1967)
- Anna Plichta, ex ciclista su strada polacca (Wadowice, n. 1992)
- Anna Shackley, ex ciclista su strada e ex pistard britannica (Milngavie, n. 2001)
- Anna Trevisi, ciclista su strada italiana (Brugneto, n. 1992)
- Anna Zugno, ex ciclista su strada italiana (Gardone Val Trompia, n. 1984)

## Circensi(2)
- Anna Haining Bates, circense canadese (Mill Brook, n. 1846 - Seville, † 1888)
- Miss Lala, circense (Stettino, n. 1858 - † 1945)

## Comiche(1)
- Anna Maria Barbera, comica, cabarettista e attrice italiana (Torino, n. 1962)

## Compositrici(2)
- Anna Bon, compositrice e cantante italiana (Bologna, n. 1738)
- Anna Clyne, compositrice inglese (Londra, n. 1980)

## Conduttrici radiofoniche(3)
- Anna Gaspari, conduttrice radiofonica sammarinese (Rimini, n. 1972)
- Anna Maria Mussolini, conduttrice radiofonica italiana (Forlì, n. 1929 - Roma, † 1968)
- Anna Pettinelli, conduttrice radiofonica, opinionista e conduttrice televisiva italiana (Livorno, n. 1957)

## Conduttrici televisive(1)
- Anna Richardson, conduttrice televisiva britannica (Wellington, n. 1970)

## Contralti(1)
- Anna Girò, contralto italiano (Mantova)

## Coreografe(1)
- Anna Halprin, coreografa e ballerina statunitense (Winnetka, n. 1920 - Kentfield, † 2021)

## Cosmonaute(1)
- Anna Kikina, cosmonauta russa (Novosibirsk, n. 1984)

## Costumiste(5)
- Anna Anni, costumista e scenografa italiana (Marradi, n. 1926 - Firenze, † 2011)
- Anna B. Sheppard, costumista polacca (Żyrardów, n. 1946)
- Nanà Cecchi, costumista italiana (Roma, n. 1952)
- Anna Gobbi, costumista e sceneggiatrice italiana (Milano, n. 1918)
- Anna Hill Johnstone, costumista statunitense (Greenville, n. 1913 - Lenox, † 1992)

## Criminali(2)
- Gigliola Guerinoni, criminale italiana (Cairo Montenotte, n. 1945)
- Ans van Dijk, criminale olandese (Amsterdam, n. 1905 - Weesperkarspel, † 1948)

## Critiche d'arte(1)
- Anna Maria Damigella, critica d'arte, saggista e storica dell'arte italiana (Catania, n. 1939 - Roma, † 2025)

## Cuoche(1)
- Anna Moroni, cuoca, personaggio televisivo e scrittrice italiana (Roma, n. 1939)

## Danzatrici(8)
- Anna Maria Gueizelor, ballerina e attrice pakistana (Bangalore, n. 1907 - Islamabad, † 1998)
- Anna Heinel, ballerina tedesca (Bayreuth, n. 1753 - Parigi, † 1808)
- Anna Mel'nikova, ballerina russa (Mosca, n. 1985)
- Anna Michajlovna Nikulina, danzatrice russa (Mosca, n. 1985)
- Anna Rose O'Sullivan, ballerina britannica (Harrow, n. 1994)
- Anna Pavlovna Pavlova, ballerina russa (San Pietroburgo, n. 1881 - L'Aia, † 1931)
- Anna Sokolow, ballerina e coreografa statunitense (Hartford, n. 1910 - Manhattan, † 2000)
- Birgit Åkesson, ballerina e coreografa svedese (Malmö, n. 1908 - Stoccolma, † 2001)

## Danzatrici su ghiaccio(2)
- Anna Cappellini, danzatrice su ghiaccio italiana (Como, n. 1987)
- Anna Croci, ex danzatrice su ghiaccio italiana (Milano, n. 1972)

## Designer(2)
- Anna Castelli Ferrieri, designer e architetta italiana (Milano, n. 1918 - Milano, † 2006)
- Anna Aurora Lombardi, designer italiana (Palmanova, n. 1956)

## Direttrici artistiche(1)
- Anita Klinz, direttrice artistica e grafica italiana (Abbazia, n. 1923 - † 2013)

## Discobole(2)
- Anna Rüh, discobola tedesca (Greifswald, n. 1993)
- Anna Söderberg, ex discobola svedese (Knista, n. 1973)

## Disegnatrici(1)
- Anna Lazzarini, disegnatrice e illustratrice italiana (Milano)

## Divulgatrici scientifiche(1)
- Anna Maria Di Giorgio, divulgatrice scientifica italiana (San Daniele del Friuli, n. 1897 - Torino, † 1961)

## Doppiatrici(5)
- Anna Bonel, doppiatrice italiana (Pavia, n. 1960)
- Anna Cesareni, doppiatrice e direttrice del doppiaggio italiana (Roma, n. 1960)
- Anna Cugini, doppiatrice italiana (Roma, n. 1962)
- Anna Lana, doppiatrice, dialoghista e direttrice del doppiaggio italiana (Torino, n. 1965)
- Anna Rita Pasanisi, doppiatrice, direttrice del doppiaggio e dialoghista italiana (Roma, n. 1949)

## Drammaturghe(2)
- Anna Bonacci, commediografa italiana (Roma, n. 1892 - Falconara Marittima, † 1981)
- Magdalene Thoresen, drammaturga norvegese (Fredericia, n. 1819 - Copenaghen, † 1903)

## Economiste(1)
- Anna Schwartz, economista statunitense (New York, n. 1915 - New York, † 2012)

## Educatrici(1)
- Anna Suffía Rasmussen, educatrice e pedagogista faroese (Skarð, n. 1876 - Klaksvík, † 1932)

## Entomologhe(1)
- Anna Foà, entomologa italiana (Roma, n. 1876 - † 1944)

## Esperantiste(1)
- Anna Löwenstein, esperantista britannica (n. 1951)

## Filantrope(2)
- Anna Gould, filantropa statunitense (New York, n. 1875 - Parigi, † 1961)
- Bamie Roosevelt, filantropa statunitense (New York, n. 1855 - New York, † 1931)

## Filologhe(2)
- Anna Maria Chiavacci Leonardi, filologa italiana (Camerino, n. 1927 - Firenze, † 2014)
- Anna Sacconi, filologa classica e grecista italiana (n. 1938)

## Filosofe(2)
- Anna Camaiti Hostert, filosofa italiana
- Anna Maria van Schurman, filosofa, poetessa e scienziata olandese (Colonia, n. 1607 - Wieuwerd, † 1678)

## First lady(1)
- Anna Harrison, first lady statunitense (Morristown, n. 1775 - North Bend, † 1864)

## Fisiche(3)
- Anna Consortini, fisica italiana († 1996)
- Anna Grassellino, fisica italiana (Marsala, n. 1981)
- Anna Mani, fisica e meteorologa indiana (n. 1918 - † 2001)

## Fondiste(14)
- Anna Comarella, fondista italiana (Pieve di Cadore, n. 1997)
- Anna Dyvik, fondista svedese (n. 1994)
- Anna Frithioff, ex fondista svedese (Jönköping, n. 1962)
- Anna Haag, fondista svedese (Skinnskatteberg, n. 1986)
- Elina Hietamäki, ex fondista finlandese (Oulu, n. 1976)
- Anna Marie Jaklová, fondista ceca (n. 2005)
- Anna Milerská, fondista ceca (Třinec, n. 2005)
- Anna Nečaevskaja, fondista russa (n. 1991)
- Anna Carin Olofsson, ex fondista e biatleta svedese (Härjedalen, n. 1973)
- Anna Olsson, ex fondista svedese (Kramfors, n. 1976)
- Anna Pasiarová, ex fondista cecoslovacca (Tatranská Lomnica, n. 1949)
- Anna Santer, fondista italiana (Pieve di Cadore, n. 1975)
- Anna Svendsen, fondista norvegese (n. 1990)
- Anna Žerebjat'eva, fondista russa (n. 1997)

## Fotografe(3)
- Aenne Biermann, fotografa tedesca (Goch, n. 1898 - Gera, † 1933)
- Lone Maslocha, fotografa danese (Klucze, n. 1921 - Gentofte, † 1945)
- Anna Riwkin-Brick, fotografa svedese (Suraž, n. 1908 - Tel Aviv, † 1970)

## Fumettiste(1)
- Anna Brandoli, fumettista italiana (Milano, n. 1945)

## Funzionarie(1)
- Anna Maria D'Ascenzo, funzionaria italiana (Asmara, n. 1940)

## Generali(1)
- Anna Mae Hays, generale statunitense (Buffalo, n. 1920 - Washington, † 2018)

## Geologhe(1)
- Anna Missuna, geologa, mineralogista e paleontologa russa (n. 1868 - † 1922)

## Germaniste(1)
- Anna Maria Carpi, germanista, traduttrice e scrittrice italiana (Milano, n. 1939)

## Giavellottiste(1)
- Anna Verouli, giavellottista greca (Kavala, n. 1956)

## Ginnaste(14)
- Anna Avanzini, ginnasta italiana (Busto Arsizio, n. 1917 - Busto Arsizio, † 2011)
- Anna Basta, ex ginnasta italiana (Bologna, n. 2001)
- Anna Dement'eva, ex ginnasta russa (Samara, n. 1994)
- Anna Dogonadze, ginnasta tedesca (Mtskheta, n. 1973)
- Anna Fehér, ginnasta ungherese (Budapest, n. 1921 - Budapest, † 1999)
- Anna Gavrilenko, ginnasta russa (Sverdlovsk, n. 1990)
- Anna Glazkova, ex ginnasta bielorussa (Salihorsk, n. 1981)
- Anna Hřebřinová, ginnasta ceca (Praga, n. 1908 - Praga, † 1993)
- Anna Anatol'evna Pavlova, ex ginnasta russa (Orechovo-Zuevo, n. 1987)
- Anna Polak, ginnasta olandese (Amsterdam, n. 1906 - Sobibór, † 1943)
- Anna Pollatou, ginnasta greca (Cefalonia, n. 1983 - † 2014)
- Anna Rodionova, ex ginnasta russa (Joškar-Ola, n. 1996)
- Anna Tanzini, ginnasta italiana (Pavia, n. 1914)
- Anna van der Vegt, ginnasta olandese (n. 1903 - † 1983)

## Giocatrici di curling(6)
- Anna Ghiretti, ex giocatrice di curling italiana (n. 1985)
- Anna Hasselborg, giocatrice di curling svedese (Stoccolma, n. 1989)
- Marie Henriksson, giocatrice di curling svedese (Karlstad, n. 1955)
- Anna Le Moine, giocatrice di curling svedese (Sveg, n. 1973)
- Louise Marmont, ex giocatrice di curling svedese (Jönköping, n. 1967)
- Katarina Nyberg, giocatrice di curling svedese (Örnsköldsvik, n. 1965)

## Giocatrici di football americano(2)
- Anna Akinyosoye, giocatrice di football americano britannica
- Anna Martola, giocatrice di football americano finlandese (n. 1991)

## Giornaliste(25)
- Anna Bartolini, giornalista italiana (Forlì, n. 1937 - Milano, † 2023)
- Anna Billò, giornalista, conduttrice televisiva e attrice italiana (Carate Brianza, n. 1976)
- Anna Bonalume, giornalista e filosofa italiana
- Anna Broggiato, giornalista italiana (Verona, n. 1957)
- Anna Čakvetadze, commentatrice televisiva e ex tennista russa (Mosca, n. 1987)
- Anna Cataldi, giornalista, scrittrice e produttrice cinematografica italiana (Torino, n. 1939 - † 2021)
- Anna Dello Russo, giornalista italiana (Bari, n. 1962)
- Anna Garofalo, giornalista italiana (Roma, n. 1903 - Roma, † 1965)
- Anna Maria Ichino, giornalista e antifascista italiana (Firenze, n. 1912 - Firenze, † 1970)
- Anna Jaclard, giornalista e attivista russa (Mosca, n. 1843 - Parigi, † 1887)
- Anna Maria Jacobini, giornalista italiana (Roma, n. 1958 - Cracovia, † 2016)
- Anna Kisselgoff, giornalista, critica musicale e danzatrice statunitense (Parigi, n. 1938)
- Anna La Rosa, giornalista e conduttrice televisiva italiana (Gerace, n. 1955)
- Anna Mahjar Barducci, giornalista e scrittrice italiana (Viareggio, n. 1982)
- Anna Masera, giornalista e blogger italiana (Milano, n. 1960)
- Anna Maria Mori, giornalista e scrittrice italiana (Pola, n. 1936)
- Anna Maria Mozzoni, giornalista italiana (Milano, n. 1837 - Roma, † 1920)
- Anna Municchi, giornalista, fotografa e scrittrice italiana (n. 1944 - † 2004)
- Anna Maria Papi, giornalista e scrittrice italiana (Firenze, n. 1928 - † 2012)
- Anna Stepanovna Politkovskaja, giornalista russa (New York, n. 1958 - Mosca, † 2006)
- Anna Praderio, giornalista, autrice televisiva e conduttrice televisiva italiana (Milano, n. 1958)
- Anna Louise Strong, giornalista e scrittrice statunitense (Friend, Nebraska, n. 1885 - Pechino, † 1970)
- Anna Wintour, giornalista e editrice britannica (Hampstead, n. 1949)
- Anna Zafesova, giornalista e traduttrice russa (Mosca, n. 1969)
- Anna Maria Zampieri Pan, giornalista italiana (Vicenza, n. 1933)

## Giuriste(2)
- Anna Lina Bagnoli Ravà, giurista italiana (Castelfiorentino, n. 1925 - Ferrara, † 2005)
- Anna Chimenti, giurista italiana (Roma, n. 1962)

## Golfiste(1)
- Anna Rawson, golfista australiana (Adelaide, n. 1981)

## Hockeiste su ghiaccio(5)
- Anna Caumo, hockeista su ghiaccio italiana (Brunico, n. 2002)
- Anna De la Forest, hockeista su ghiaccio italiana (Torino, n. 1988)
- Anna Florian, hockeista su ghiaccio italiana (Bolzano, n. 1989)
- Anna Prugova, hockeista su ghiaccio russa (Chabarovsk, n. 1993)
- Anna Vanhatalo, hockeista su ghiaccio finlandese (Helsinki, n. 1984)

## Hockeiste su prato(1)
- Det de Beus, hockeista su prato olandese (Utrecht, n. 1958 - † 2013)

## Imperatrici(11)
- Agnese di Francia, imperatrice bizantina (n. 1171 - † 1240)
- Anna d'Ungheria, imperatrice bizantina (n. 1260 - Costantinopoli, † 1281)
- Anna di Mosca, imperatrice bizantina (n. 1393 - † 1417)
- Anna, imperatrice bizantina († 773)
- Anna, imperatrice bulgara († 1221)
- Anna I di Russia, imperatrice russa (Mosca, n. 1693 - San Pietroburgo, † 1740)
- Anna d'Asburgo, imperatrice (Innsbruck, n. 1585 - Vienna, † 1618)
- Anna Comnena Angelina, imperatrice bizantina († 1212)
- Anna Filantropena, imperatrice bizantina
- Anna di Savoia, imperatrice bizantina (n. 1307 - Tessalonica, † 1366)
- Anna Xylaloe, imperatrice bizantina

## Imprenditrici(4)
- Anna Maria Artoni, imprenditrice italiana (Guastalla, n. 1967)
- Anna Bonomi Bolchini, imprenditrice e filantropa italiana (Milano, n. 1910 - Milano, † 2003)
- Anna Civilëva, imprenditrice e politica russa (Ivanovo, n. 1972)
- Anna Majani, imprenditrice e politica italiana (Bologna, n. 1936 - Bologna, † 2021)

## Incisori(1)
- Anna Folkema, incisore, grafica e miniaturista olandese (Amsterdam, n. 1695 - Amsterdam, † 1768)

## Infermiere(2)
- Anna Fraentzel Celli, infermiera e filantropa tedesca (Berlino, n. 1878 - Roma, † 1958)
- Anna Grassetti, infermiera, patriota e politica italiana (Bologna, n. 1815 - Bologna, † 1896)

## Ingegnere(1)
- Anna Menon, ingegnere statunitense (Houston, n. 1985)

## Insegnanti(4)
- Sorelle De Marchi, insegnante italiana (Milano, n. 1902 - Gromo, † 1975)
- Anna Demidova, insegnante russa (Čerepovec, n. 1878 - Ekaterinburg, † 1918)
- Anna Elizabeth Dickinson, docente, scrittrice e oratrice statunitense (Filadelfia, n. 1842 - Goshen, † 1932)
- Anna Wåhlin, insegnante svedese (Göteborg, n. 1970)

## Judoka(3)
- Anna Bernholm, judoka svedese (n. 1991)
- Anna De Novellis, ex judoka italiana (Napoli, n. 1957)
- Anna Monta Olek, judoka tedesca (Hannover, n. 2002)

## Karateka(1)
- Anna Lewandowska, karateka e imprenditrice polacca (Łódź, n. 1988)

## Kickboxer(1)
- Anna Bogomazova, kickboxer russa (Voronež, n. 1990)

## Letterate(1)
- Anna Lindau, letterata tedesca (Milano, † 1880)

## Linguiste(3)
- Anna Giacalone Ramat, linguista italiana (Forlì, n. 1937)
- Anna Laura Lepschy, linguista e storica della letteratura italiana (Torino, n. 1933)
- Anna Wierzbicka, linguista polacca (n. 1938)

## Lottatrici(4)
- Jenny Fransson, lottatrice svedese (Karlstad, n. 1987)
- Anna Gomis, lottatrice francese (Tourcoing, n. 1973)
- Anna Schell, lottatrice tedesca (Aschaffenburg, n. 1993)
- Anna Łukasiak, lottatrice polacca (n. 1988)

## Lunghiste(4)
- Anna Bühler, lunghista tedesca (Öhringen, n. 1997)
- Anna Jagaciak-Michalska, ex lunghista e triplista polacca (Zielona Góra, n. 1990)
- Anna Nazarova, lunghista russa (Leningrado, n. 1986)
- Anna Włodarczyk, ex lunghista polacca (Zielona Góra, n. 1951)

## Mafiose(1)
- Anna Mazza, mafiosa italiana (Afragola, n. 1937 - Acerra, † 2017)

## Magistrate(1)
- Anna Chandy, giudice indiana (Thiruvananthapuram, n. 1905 - Kerala, † 1996)

## Maratonete(2)
- Anna Incerti, maratoneta italiana (Palermo, n. 1980)
- Anna Villani, ex maratoneta italiana (Salerno, n. 1966)

## Matematiche(3)
- Anna Maria Ciccone, matematica e fisica italiana (Noto, n. 1891 - Noto, † 1965)
- Anna Zofia Krygowska, matematica polacca (Leopoli, n. 1904 - Cracovia, † 1988)
- Anna Barbara Reinhart, matematica svizzera (n. 1730 - † 1796)

## Medici(4)
- Anna Dengel, medico e missionaria austriaca (Steeg, n. 1892 - Roma, † 1980)
- Anna Kingsford, medico, attivista e scrittrice inglese (Londra, n. 1846 - Londra, † 1888)
- Anna Marengo, medico e partigiana italiana (Fossano, n. 1915 - Miskolctapolca, † 2007)
- Anna Howard Shaw, medico e attivista britannica (Newcastle upon Tyne, n. 1847 - Moylan, † 1919)

## Mezzofondiste(5)
- Anna Al'minova, mezzofondista russa (Kirov, n. 1985)
- Anna Arnaudo, mezzofondista italiana (Cuneo, n. 2000)
- Anna Balakšina, mezzofondista russa (n. 1986)
- Anna Larsson, mezzofondista svedese (n. 1922 - † 2003)
- Anna Wielgosz, mezzofondista polacca (Nisko, n. 1993)

## Mezzosoprani(4)
- Anna Caterina Antonacci, mezzosoprano e soprano italiano (Ferrara, n. 1961)
- Anna Bonitatibus, mezzosoprano italiano (Potenza)
- Anna Gorjačëva, mezzosoprano russo (Leningrado, n. 1983)
- Anna Mombelli, mezzosoprano e contralto italiano (Napoli, n. 1795)

## Missionarie(1)
- Seoul City Sue, missionaria statunitense (contea di Lawrence, n. 1900 - Nord Corea, † 1969)

## Mistiche(1)
- Anna di San Bartolomeo, mistica e religiosa spagnola (Almendral, n. 1549 - Anversa, † 1626)

## Modelle(17)
- Anna Bader, modella e tuffatrice tedesca (Mutlangen, n. 1983)
- Anna Bianchini, modella italiana (Roma - † 1604)
- Anna Ewers, modella tedesca (Friburgo in Brisgovia, n. 1993)
- Anna Jagodzińska, modella polacca (Sierpc, n. 1987)
- Anna Kanakis, modella e attrice italiana (Messina, n. 1962 - Roma, † 2023)
- Anna Kashfi, modella e attrice britannica (Chakradharpur, n. 1934 - Woodland, † 2015)
- Anna Theresa Licaros, modella filippina (Mandaluyong, n. 1984)
- Anna Malova, modella russa (Tutaev, n. 1972)
- Marianna Mattiocco, modella italiana (Cassino, n. 1865 - Parigi, † 1908)
- Anna Poslavska, modella ucraina (Nova Kachovka, n. 1987)
- Anna Ranalli, modella, attrice e cantante italiana (San Benedetto del Tronto, n. 1942)
- Anna Rigon, modella italiana (Vicenza, n. 1978)
- Anna Risi, modella italiana (Genzano di Roma, n. 1839 - Roma, † 1900)
- Anya Rozova, modella russa (Leningrado, n. 1989)
- Anna Seleznëva, supermodella russa (Mosca, n. 1990)
- Anna V'jalicyna, modella russa (Nižnij Novgorod, n. 1986)
- Anna Zamboni, ex modella italiana (Campofilone, n. 1951)

## Montatrici(1)
- Anna Rosa Napoli, montatrice italiana (Roma)

## Multipliste(3)
- Anna Bogdanova, ex multiplista russa (n. 1984)
- Anna Hall, multiplista statunitense (Highlands Ranch, n. 2001)
- Anna Maiwald, multiplista tedesca (Heidelberg, n. 1990)

## Musiciste(2)
- Anna Magdalena Bach, musicista tedesca (Zeitz, n. 1701 - Lipsia, † 1760)
- Frida Hyvönen, musicista e cantautrice svedese (Robertsfors, n. 1977)

## Musicologhe(2)
- Anna Amalie Abert, musicologa tedesca (Halle, n. 1906 - Kiel, † 1996)
- Anna Maria Meo, musicologa e direttrice teatrale italiana (Crotone, n. 1962)

## Nobildonne(42)
- Anna Olenina, nobildonna russa (n. 1808 - † 1888)
- Anna di Ungern-Sternberg, nobildonna russa (Tallinn, n. 1769 - San Pietroburgo, † 1846)
- Anna Orzelska, nobildonna polacca (Varsavia, n. 1707 - Avignone, † 1769)
- Anna Karlovna Skavronskaja, nobildonna russa (n. 1722 - San Pietroburgo, † 1776)
- Anna Petrovna Lopuchina, nobildonna russa (n. 1777 - † 1805)
- Anna Michajlovna Volkonskaja, nobildonna russa (n. 1749 - † 1824)
- Anna Aleksandrovna Stroganova, nobildonna russa (n. 1739 - Mosca, † 1816)
- Anna di Meißen, nobildonna tedesca († 1395)
- Anna Zofia Sapieha, nobildonna polacca (Saint-Germain-en-Laye, n. 1799 - Montpellier, † 1864)
- Anna di Lituania, nobildonna (Eišiškės - Trakai, † 1418)
- Anna Constantia von Brockdorff, nobildonna tedesca (Stolpe, n. 1680 - Stolpe, † 1765)
- Anna Maria Arduino, nobildonna e pittrice italiana (Messina, n. 1672 - Napoli, † 1700)
- Anna von Baggovut, nobildonna russa (Tallinn, n. 1760 - San Pietroburgo, † 1839)
- Anna Ivanovna Barjatinskaja, nobildonna russa (San Pietroburgo, n. 1772 - Parigi, † 1825)
- Anna Maria di Brandeburgo-Bayreuth, nobildonna tedesca (Bayreuth, n. 1609 - Sopron, † 1680)
- Anna Carafa della Stadera, nobildonna italiana (Portici, n. 1610 - Portici, † 1644)
- Anna Dalassena, nobildonna bizantina (n. 1025)
- Anna Mary Dashwood, nobildonna inglese (n. 1790 - † 1857)
- Anna Diogenissa, nobildonna bizantina (Costantinopoli, n. 1175)
- Anna di Egmont, nobildonna tedesca (Grave, n. 1533 - Breda, † 1558)
- Anna Beatrice d'Este, nobildonna italiana (n. 1626 - Mirandola, † 1690)
- Anna Luisa Föhse, nobildonna tedesca (Dessau, n. 1677 - † 1745)
- Anna Gavrilovna Golovkina, nobildonna russa (Jakutsk, † 1751)
- Anna Aleksandrovna Islen'eva, nobildonna russa (n. 1740 - Roma, † 1794)
- Anna Ivanovna Korsačova, nobildonna russa (n. 1769 - San Pietroburgo, † 1843)
- Anna Grigor'evna Kozickaja, nobildonna russa (San Pietroburgo, n. 1773 - San Pietroburgo, † 1846)
- Anna Lascaris, nobildonna italiana (n. 1487 - † 1554)
- Anna Leszczyńska, nobildonna polacca (Trzebnica, n. 1699 - Zweibrücken, † 1717)
- Anna Lodron, nobildonna italiana († 1556)
- Anna Maria Martinozzi, nobildonna italiana (Roma, n. 1637 - Parigi, † 1672)
- Anna Maria di Ortenburg, nobildonna tedesca (n. 1547 - Ortenburg, † 1601)
- Anna Laetitia Pecci, nobildonna e mecenate italiana (Roma, n. 1885 - Marlia, † 1971)
- Anna Kirillovna Razumovskaja, nobildonna russa (n. 1754 - Kaluga, † 1826)
- Nina Giustiniani, nobildonna e patriota italiana (Parigi, n. 1807 - Genova, † 1841)
- Anna Petrovna Šeremeteva, nobildonna russa (n. 1744 - San Pietroburgo, † 1768)
- Anna Vyrubova, nobildonna russa (Mosca, n. 1884 - Helsinki, † 1964)
- Anna Michajlovna Voroncova, nobildonna russa (n. 1743 - San Pietroburgo, † 1769)
- Anna Sofia Carlotta di Brandeburgo-Schwedt, nobildonna tedesca (Berlino, n. 1706 - Sangerhausen, † 1751)
- Anna di Horne, nobildonna belga (n. 1629 - Bruxelles, † 1693)
- Anna di Sassonia, nobildonna tedesca (Dresda, n. 1567 - Coburgo, † 1613)
- Anna di Teschen, nobildonna polacca
- Anna Maria Erdödy, nobildonna ungherese (Arad, n. 1779 - † 1837)

## Nuotatrici(18)
- Anna Andrianova, nuotatrice artistica russa (n. 2006)
- Anna Beneck, nuotatrice italiana (Torino, n. 1942 - Formia, † 2013)
- Anna Maria Cecchi, nuotatrice italiana (Trieste, n. 1943 - Trieste, † 2021)
- Anna Chlistunova, nuotatrice ucraina (Rivne, n. 1988)
- Anna Elendt, nuotatrice tedesca (Dreieich, n. 2001)
- Anna Hopkin, nuotatrice britannica (Chorley, n. 1996)
- Anna Jesypova, nuotatrice artistica ucraina (Odessa, n. 1997)
- Anna Larkina, nuotatrice artistica russa (n. 1998)
- Anna Ntountounaki, nuotatrice greca (La Canea, n. 1995)
- Anna Olasz, nuotatrice ungherese (Seghedino, n. 1993)
- Anna Pavletsova, nuotatrice artistica kazaka (n. 2004)
- Anna Peplowski, nuotatrice statunitense (Germantown Hills, n. 2002)
- Anna Pirovano, nuotatrice italiana (Lecco, n. 2000)
- Anna Temesvári, nuotatrice ungherese (Budapest, n. 1943)
- Ans Timmermans, nuotatrice olandese (Rotterdam, n. 1919 - † 1958)
- Annemarie Verstappen, ex nuotatrice olandese (Rosmalen, n. 1965)
- Anna Vološyna, nuotatrice artistica ucraina (Charkiv, n. 1991)
- Anna Šorina, sincronetta russa (Mosca, n. 1982)

## Ostacoliste(6)
- Anna Cockrell, ostacolista e velocista statunitense (San Ramon, n. 1997)
- Anna Jesień, ex ostacolista polacca (Kostki, n. 1978)
- Anna Ryžykova, ostacolista e velocista ucraina (Dnipropetrovs'k, n. 1989)
- Anni Steuer, ostacolista tedesca (Metz, n. 1913 - † 1995)
- Anna Titimec', ostacolista e velocista ucraina (n. 1989)
- Anna Tóth, ostacolista e velocista ungherese (Kazincbarcika, n. 2003)

## Pallamaniste(2)
- Anna Kareeva, ex pallamanista russa (n. 1977)
- Anna Vjachireva, pallamanista russa (Volgograd, n. 1995)

## Pallanuotiste(3)
- Anna Illés, pallanuotista ungherese (Budapest, n. 1994)
- Anna Karnauch, pallanuotista russa (Kiriši, n. 1993)
- Anna Timofeeva, pallanuotista russa (Nižnij Novgorod, n. 1987)

## Pallavoliste(20)
- Anna Adelusi, pallavolista italiana (Carpi, n. 2003)
- Anna Barańska, pallavolista polacca (Świdnica, n. 1984)
- Anna Bardaro, pallavolista italiana (Cittadella, n. 2005)
- Anna Danesi, pallavolista italiana (Brescia, n. 1996)
- Anna Gray, pallavolista italiana (Tortona, n. 1996)
- Anna Grejman, pallavolista polacca (Stettino, n. 1993)
- Anna Haak, pallavolista svedese (Mulhouse, n. 1996)
- Anna Kajalina, pallavolista estone (Narva, n. 1991)
- Anna Kotikova, pallavolista russa (Šuja, n. 1999)
- Anna Lazareva, pallavolista russa (Mosca, n. 1997)
- Anna Levčenko, pallavolista russa (n. 1981)
- Anna Malova, pallavolista russa (Ul'janovsk, n. 1990)
- Anna Vania Mello, ex pallavolista italiana (Copertino, n. 1979)
- Anna Nicoletti, pallavolista italiana (Arzignano, n. 1996)
- Anna Podolec, ex pallavolista polacca (Łańcut, n. 1985)
- Anna Pogany, pallavolista tedesca (Berlino, n. 1994)
- Anna Rybaczewski, ex pallavolista francese (Olsztyn, n. 1982)
- Anna Smrek, pallavolista canadese (St. Catharines, n. 2003)
- Anna Stevenson, pallavolista statunitense (Laurens, n. 1999)
- Anna Wruck, pallavolista statunitense (n. 1993)

## Partigiane(6)
- Anna Bonivardi, partigiana italiana (Saluzzo, n. 1904 - Torino, † 1998)
- Anna Maria Campi, partigiana italiana (Fontanarossa di Gorreto, n. 1927 - Scoppito, † 2001)
- Anna Cherchi Ferrari, partigiana italiana (Torino, n. 1924 - Torino, † 2006)
- Anna Maria Enriques Agnoletti, partigiana italiana (Bologna, n. 1907 - Sesto Fiorentino, † 1944)
- Anna Afanas'evna Morozova, partigiana sovietica (Poljana, n. 1921 - Siemiątkowo, † 1944)
- Anna Smoleńska, partigiana polacca (Varsavia, n. 1920 - Campo di concentramento di Auschwitz, † 1943)

## Pattinatrici(1)
- Anna Semenovič, pattinatrice, ballerina e cantante russa (Mosca, n. 1980)

## Pattinatrici artistiche su ghiaccio(8)
- Anna Cattaneo, pattinatrice artistica su ghiaccio italiana (Milano, n. 1911 - Puegnago del Garda, † 2002)
- Anna Galmarini, pattinatrice artistica su ghiaccio italiana (Milano, n. 1942 - Ashland, † 1997)
- Anna Hübler, pattinatrice artistica su ghiaccio tedesca (n. 1885 - † 1976)
- Anna Jurkiewicz, ex pattinatrice artistica su ghiaccio polacca (Oświęcim, n. 1984)
- Anna Levandi, ex pattinatrice artistica su ghiaccio sovietica (Mosca, n. 1965)
- Anna Pogorilaja, ex pattinatrice artistica su ghiaccio russa (Mosca, n. 1998)
- Anna Tabacchi, ex pattinatrice artistica su ghiaccio italiana (Pieve di Cadore, n. 1976)
- Anna Ščerbakova, pattinatrice artistica su ghiaccio russa (Mosca, n. 2004)

## Pattinatrici di short track(1)
- Anna Seidel, pattinatrice di short track tedesca (Dresda, n. 1998)

## Pattinatrici di velocità su ghiaccio(2)
- Annie Borckink, ex pattinatrice di velocità su ghiaccio olandese (n. 1951)
- Anni Friesinger, pattinatrice di velocità su ghiaccio tedesca (Bad Reichenhall, n. 1977)

## Pedagogiste(2)
- Anna Lorenzetto, pedagogista italiana (Roma, n. 1914 - Grosseto, † 2001)
- Anna Maria Princigalli, pedagogista, partigiana e politica italiana (Bergamo, n. 1916 - Roma, † 1969)

## Pentatlete(1)
- Anna Vnukova, pentatleta bielorussa (n. 1978)

## Pesiste(4)
- Anna Andreeva, pesista sovietica (Penza, n. 1915 - † 1997)
- Anna Avdeeva, pesista russa (Orenbourg, n. 1985)
- Anna Musci, pesista italiana (Bisceglie, n. 2004)
- Anna Omarova, pesista russa (Pjatigorsk, n. 1981)

## Pianiste(4)
- Anna Maria Cigoli, pianista italiana (Milano, n. 1952)
- Anna Nikolaevna Esipova, pianista russa (San Pietroburgo, n. 1851 - San Pietroburgo, † 1914)
- Anna Fedorova, pianista ucraina (Kiev, n. 1990)
- Anna Caroline Oury, pianista e compositrice francese (Landshut, n. 1808 - Monaco di Baviera, † 1880)

## Pilote di rally(1)
- Anna Andreussi, copilota di rally italiana (Artegna, n. 1972)

## Pistard(2)
- Anna Meares, ex pistard australiana (Blackwater, n. 1983)
- Anna Morris, pistard e ciclista su strada britannica (Cardiff, n. 1995)

## Pittrici(25)
- Anna Maria Barbara Abesch, pittrice svizzera (Sursee, n. 1706 - Sursee, † 1773)
- Anna Adelaïde Abrahams, pittrice olandese (Middelburg, n. 1849 - L'Aia, † 1930)
- Anna Alma-Tadema, pittrice britannica (Bruxelles, n. 1867 - Londra, † 1943)
- Anna Ancher, pittrice danese (Skagen, n. 1859 - Skagen, † 1935)
- Anna Maria Anguissola, pittrice italiana (Cremona)
- Anna Bilińska-Bohdanowicz, pittrice polacca (Złotopolu, n. 1854 - Varsavia, † 1893)
- Anna Boch, pittrice belga (Saint-Vaast, n. 1848 - Ixelles, † 1936)
- Anna Dinella, pittrice e attivista italiana († 1971)
- Anna Klumpke, pittrice statunitense (San Francisco, n. 1856 - San Francisco, † 1942)
- Elisabeth Jerichau-Baumann, pittrice polacca (Varsavia, n. 1819 - Copenaghen, † 1881)
- Anna Marongiu, pittrice e incisore italiana (Cagliari, n. 1907 - Roma, † 1941)
- Anna Lea Merritt, pittrice statunitense (Filadelfia, n. 1844 - Hurstbourne Tarrant, † 1930)
- Anna Teresa Messieri, pittrice italiana (Bologna)
- Anna Mignani, pittrice italiana (Bologna, n. 1786 - Bologna, † 1846)
- Marie Ommeganck, pittrice belga (Anversa, n. 1784 - Anversa, † 1857)
- Anna Petrovna Ostroumova-Lebedeva, pittrice e incisore russa (San Pietroburgo, n. 1871 - Leningrado, † 1955)
- Anna Palm de Rosa, pittrice svedese (Stoccolma, n. 1859 - Madonna dell'Arco, † 1924)
- Anna Piattoli Bacherini, pittrice italiana (Firenze, n. 1720 - Firenze, † 1788)
- Anna Pontremoli, pittrice italiana (Roma, n. 1926 - Milano, † 2019)
- Grandma Moses, pittrice statunitense (Greenwich, n. 1860 - Hoosick Falls, † 1961)
- Anna Salvatore, pittrice, scultrice e scrittrice italiana (Roma, n. 1923 - Roma, † 1978)
- Anna Maria Sirani, pittrice italiana (Bologna, n. 1645 - † 1715)
- Anna Waser, pittrice svizzera (Zurigo, n. 1678 - † 1714)
- Bertha Worms, pittrice e insegnante francese (Uckange, n. 1868 - San Paolo, † 1937)
- Annita van Iersel, pittrice olandese (Oisterwijk, n. 1948)

## Poetesse(16)
- Anna Andreevna Achmatova, poetessa russa (Bol'soj Fontan, n. 1889 - Mosca, † 1966)
- Anna Cristina Serra, poetessa e drammaturga italiana (Cagliari, n. 1960)
- Anna Bijns, poetessa fiamminga (Anversa, n. 1493 - Anversa, † 1575)
- Anna Bunina, poetessa russa (Urusovo, n. 1774 - Denisovka, † 1829)
- Anna Buoninsegni, poetessa e scrittrice italiana (Gubbio, n. 1952)
- Anna Cascella Luciani, poetessa italiana (Roma, n. 1941 - Roma, † 2023)
- Anna Elisa De Gregorio, poetessa e saggista italiana (Siena, n. 1942 - Ancona, † 2020)
- Anna Maria Falchi Massidda, poetessa italiana (Bortigali, n. 1824 - Bortigali, † 1873)
- Anna Gréki, poetessa francese (Batna, n. 1931 - Algeri, † 1966)
- Anna Luise Karsch, poetessa tedesca (Hammer, n. 1722 - Kreis Schwiebus, † 1791)
- Anna Maria Lenngren, poetessa svedese (Uppsala, n. 1754 - Stoccolma, † 1817)
- Anna Lesznai, poetessa, pittrice e illustratrice ungherese (Nižný Hrušov, n. 1885 - New York, † 1966)
- Anna Malfaiera, poetessa italiana (Fabriano, n. 1926 - Roma, † 1996)
- Anna Santoliquido, poetessa, scrittrice e saggista italiana (Forenza, n. 1948)
- Eleonora Sanvitale, poetessa italiana (Sala Baganza, n. 1558 - Ferrara, † 1582)
- Anna Williams, poetessa gallese (n. 1706 - † 1783)

## Predicatrici(1)
- Anna Weiler, predicatrice tedesca (Norimberga - Strasburgo, † 1458)

## Principesse(50)
- Anna Amalia di Prussia, principessa, compositrice e badessa prussiana (Berlino, n. 1723 - Berlino, † 1787)
- Anna Genoveffa di Borbone-Condé, principessa francese (Castello di Vincennes, n. 1619 - Parigi, † 1679)
- Anna Adelaide di Fürstenberg-Heiligenberg, principessa tedesca (Monaco di Baviera, n. 1659 - Bruxelles, † 1701)
- Anna di Brandeburgo, principessa (n. 1507 - Lübz, † 1567)
- Anna di Lorena, principessa francese (n. 1522 - Diest, † 1568)
- Anna Maria di Brandeburgo-Ansbach, principessa tedesca (Jägerndorf, n. 1526 - Nürtingen, † 1589)
- Anna di Sassonia, principessa tedesca (n. 1420 - Spangenberg, † 1462)
- Anna di Sassonia, principessa tedesca (Meißen, n. 1437 - Neustadt an der Aisch, † 1512)
- Anna di York, principessa inglese (Londra, n. 1475 - † 1511)
- Anna Jagellona, principessa polacca (Nieszawa, n. 1476 - Ueckermünde, † 1503)
- Anna Comnena, principessa bizantina (Trebisonda, n. 1447 - Costantinopoli)
- Anna Sofia di Prussia, principessa prussiana (Königsberg, n. 1527 - Lübz, † 1591)
- Anna Sofia di Sassonia-Gotha-Altenburg, principessa sassone (Gotha, n. 1670 - Rudolstadt, † 1728)
- Anna del Brandeburgo, principessa (Berlino, n. 1487 - Kiel, † 1514)
- Anna di Clèves, principessa tedesca (Düsseldorf, n. 1515 - Londra, † 1557)
- Anna di Danimarca, principessa danese (Haderslev, n. 1532 - Dresda, † 1585)
- Anna di Nassau, principessa (Breda, n. 1563 - Franeker, † 1588)
- Anna Teodora Asen, principessa bulgara
- Anna Aleksandrovna Bagrationi, principessa georgiana (n. 1763 - San Pietroburgo, † 1842)
- Anna Maria Vittoria di Borbone-Condé, principessa francese (Parigi, n. 1675 - Asnières-sur-Seine, † 1700)
- Anna Comnena Ducaina, principessa bizantina († 1286)
- Anna Maria di Danimarca, principessa danese (Copenaghen, n. 1946)
- Anna Sofia di Danimarca, principessa (Flensburgo, n. 1647 - Prettin, † 1717)
- Anna di Isenburg e Büdingen, principessa tedesca (Büdingen, n. 1886 - Detmold, † 1980)
- Anna Jagellone, principessa ungherese (Budapest, n. 1503 - Praga, † 1547)
- Anna di Jülich-Kleve-Berg, principessa (Kleve, n. 1552 - Höchstädt, † 1632)
- Anna Maria del Liechtenstein, principessa austriaca (n. 1699 - Vienna, † 1753)
- Anna del Liechtenstein, principessa austriaca (Vienna, n. 1846 - Praga, † 1924)
- Anna Maria del Liechtenstein, principessa austriaca (n. 1597)
- Anna Ippolita di Monaco, principessa monegasca (Monaco - Parigi, † 1700)
- Anna d'Orléans, principessa francese (Le Nouvion-en-Thiérache, n. 1906 - Sorrento, † 1986)
- Anna Paleologa, principessa bizantina († 1320)
- Anna del Montenegro, principessa montenegrina (Cettigne, n. 1874 - Montreux, † 1971)
- Anna Porfirogenita, principessa bizantina (Costantinopoli, n. 963 - Kiev, † 1011)
- Anna di Sassonia, principessa (Lindau, n. 1903 - Monaco di Baviera, † 1976)
- Anna Teresa di Savoia-Carignano, principessa francese (Parigi, n. 1717 - Parigi, † 1745)
- Anna Cristina di Sulzbach, principessa francese (Sulzbach-Rosenberg, n. 1704 - Torino, † 1723)
- Anna Caterina Vasa, principessa svedese (Varsavia, n. 1619 - Colonia, † 1651)
- Anna Vasa, principessa svedese (Eskilstuna, n. 1568 - Brodnica, † 1625)
- Anna Maria di Borbone-Orléans, principessa francese (Castello di Saint-Cloud, n. 1669 - Torino, † 1728)
- Anna del Palatinato, principessa (Parigi, n. 1648 - Parigi, † 1723)
- Anna, principessa reale, principessa britannica (Londra, n. 1950)
- Anna di Borbone-Parma, principessa francese (Parigi, n. 1923 - Morges, † 2016)
- Anna di Hannover, principessa britannica (Hannover, n. 1709 - Londra, † 1759)
- Anna Augusta di Hohenlohe-Waldenburg-Schillingsfürst, principessa tedesca (Schillingsfürst, n. 1675 - Francoforte sul Meno, † 1711)
- Anna di Sassonia, principessa tedesca (Dresda, n. 1544 - Dresda, † 1577)
- Anna di Savoia, principessa (n. 1455 - † 1480)
- Anna Vasa, principessa svedese (n. 1545 - † 1610)
- Anna di Württemberg, principessa tedesca (Stoccarda, n. 1561 - Haynau, † 1616)
- Anna Maria Šemberová von Boskovic und Černá Hora, principessa austriaca (Vienna - Plumlov)

## Psicoanaliste(2)
- Anna Baruzzi, psicoanalista italiana (Bologna, n. 1939 - Bologna, † 2020)
- Anna Freud, psicoanalista austriaca (Vienna, n. 1895 - Hampstead, † 1982)

## Psicologhe(2)
- Anna Costanza Baldry, psicologa e criminologa italiana (Londra, n. 1970 - Roma, † 2019)
- Anna Maria Giannini, psicologa e criminologa italiana (Roma, n. 1959)

## Rapper(1)
- Anna, rapper italiana (La Spezia, n. 2003)

## Registe(9)
- Anna Boden, regista, sceneggiatrice e montatrice statunitense (Newton, n. 1979)
- Anna Brasi, regista e sceneggiatrice italiana (Catanzaro, n. 1947)
- Anna Di Francisca, regista e sceneggiatrice italiana (Milano, n. 1959)
- Anna Matison, regista russa (Irkutsk, n. 1983)
- Anna Melikjan, regista e sceneggiatrice russa (Baku, n. 1976)
- Anna Muylaert, regista, autrice televisiva e critica cinematografica brasiliana (n. 1964)
- Anna Negri, regista e sceneggiatrice italiana (Venezia, n. 1964)
- Anna Maria Rimoaldi, regista e sceneggiatrice italiana (Roma, n. 1924 - Poggio, † 2007)
- Anna Maria Tatò, regista italiana (Barletta, n. 1940 - Roma, † 2022)

## Registe teatrali(1)
- Anna Shapiro, regista teatrale statunitense (Evanston, n. 1966)

## Religiose(14)
- Anna Maria Adorni, religiosa italiana (Fivizzano, n. 1805 - Parma, † 1893)
- Anna Sofia del Palatinato-Zweibrücken-Birkenfeld, religiosa tedesca (Birkenfeld, n. 1619 - Quedlinburg, † 1680)
- Anna Sofia d'Assia-Darmstadt, religiosa tedesca (Marburgo, n. 1638 - Quedlinburg, † 1683)
- Anna Borkowska, religiosa polacca (n. 1900 - Varsavia, † 1988)
- Anna Maria Canopi, religiosa, scrittrice e storica italiana (Pecorara, n. 1931 - Orta San Giulio, † 2019)
- Anna Lapini, religiosa italiana (Firenze, n. 1809 - Firenze, † 1860)
- Anna Rosa Gattorno, religiosa italiana (Genova, n. 1831 - Roma, † 1900)
- Anna Michelotti, religiosa italiana (Annecy, n. 1843 - Torino, † 1888)
- Eugenia Picco, religiosa e mistica italiana (Crescenzago, n. 1867 - Parma, † 1921)
- Anna III di Stolberg, religiosa tedesca (Stolberg, n. 1565 - Quedlinburg, † 1601)
- Anna II di Stolberg, religiosa tedesca (Stolberg, n. 1504 - Quedlinburg, † 1574)
- Anna Maria Tauscher van den Bosch, religiosa tedesca (Sandow, n. 1855 - Sittard, † 1938)
- Anna d'Asburgo, religiosa austriaca (Vienna, n. 1318 - Vienna, † 1343)
- Anna Dorotea di Sassonia-Weimar, religiosa tedesca (Weimar, n. 1657 - Quedlinburg, † 1704)

## Rivoluzionarie(4)
- Anna Vasil'evna Jakimova, rivoluzionaria russa (Tum'jumučašča, n. 1856 - Novosibirsk, † 1942)
- Anna Kuliscioff, rivoluzionaria, medica e giornalista russa (Sinferopoli, n. 1855 - Milano, † 1925)
- Anna Pavlovna Pribylëva-Korba, rivoluzionaria russa (Tver', n. 1849 - Leningrado, † 1939)
- Anna Grigor'evna Toporkova, rivoluzionaria russa (Mosca, n. 1854 - Mosca)

## Rugbiste a 15(1)
- Anna Richards, rugbista a 15 e allenatrice di rugby a 15 neozelandese (Timaru, n. 1964)

## Sacerdoti(1)
- Anna, sacerdote ebreo antico

## Saggiste(1)
- Anna Parisi, saggista italiana (Roma, n. 1961)

## Saltatrici con gli sci(5)
- Anna Hoffmann, saltatrice con gli sci statunitense (Madison, n. 2000)
- Anna Rupprecht, saltatrice con gli sci tedesca (n. 1996)
- Anna Odine Strøm, saltatrice con gli sci norvegese (Alta, n. 1998)
- Anna Twardosz, saltatrice con gli sci polacca (Sucha Beskidzka, n. 2001)
- Anna Špynëva, saltatrice con gli sci russa (San Pietroburgo, n. 2002)

## Sante(3)
- Sant'Anna, santa (Sefforis)
- Anna Line, santa inglese (Dunmow - Tyburn, † 1601)
- Anna Schäffer, santa tedesca (Mindelstetten, n. 1882 - Mindelstetten, † 1925)

## Scacchiste(6)
- Anna Achšarumova, scacchista statunitense (Mosca, n. 1957)
- Anna Cramling, scacchista (Malaga, n. 2002)
- Anna Merciai, scacchista italiana (Firenze, n. 1957)
- Anna Muzyčuk, scacchista ucraina (Leopoli, n. 1990)
- Anna Rudolf, scacchista ungherese (Miskolc, n. 1987)
- Anna Ušenina, scacchista ucraina (Charkiv, n. 1985)

## Scenografe(2)
- Anna Asp, scenografa svedese (Söderhamn, n. 1946)
- Anna Pinnock, scenografa britannica (n. 1961)

## Schermitrici(8)
- Anna Bašta, schermitrice russa (Togliatti, n. 1996)
- Anna Cristino, schermitrice italiana (Torino, n. 2001)
- Anna Ferni, schermitrice italiana (Milano, n. 1973)
- Anna Ferraro, schermitrice italiana (Padova, n. 1976)
- Anna Harina, schermitrice ucraina (Kiev, n. 1971)
- Anna Rybicka, schermitrice polacca (Gdynia, n. 1977)
- Anna Sivkova, schermitrice russa (Mosca, n. 1982)
- Anna Rita Sparaciari, ex schermitrice italiana (Ancona, n. 1959)

## Sciatrici(1)
- Anna Jochemsen, sciatrice olandese (Manzini, n. 1985)

## Sciatrici alpine(25)
- Anna Beninati, sciatrice alpina statunitense (n. 1992)
- Anna Droppová, ex sciatrice alpina slovacca (n. 1954)
- Anna Fenninger, ex sciatrice alpina austriaca (Hallein, n. 1989)
- Anna Goodman, ex sciatrice alpina canadese (Montréal, n. 1986)
- Erika Hansson, ex sciatrice alpina svedese (Hedemora, n. 1973)
- Anna Hofer, ex sciatrice alpina italiana (Brunico, n. 1988)
- Lisa Hörnblad, ex sciatrice alpina svedese (Örnsköldsvik, n. 1996)
- Anna Kocken, ex sciatrice alpina svedese (n. 1987)
- Anna Kulíšková, sciatrice alpina ceca (Plzeň, n. 1986)
- Anna Larionova, ex sciatrice alpina russa (Leningrado, n. 1975)
- Anna Marconi, ex sciatrice alpina italiana (Genova, n. 1985)
- Anna Marno, ex sciatrice alpina statunitense (Steamboat Springs, n. 1992)
- Anna Bryn Mørkeset, sciatrice alpina norvegese (n. 2001)
- Anna Ottosson, ex sciatrice alpina svedese (Östersund, n. 1976)
- Anna Pellissier, sciatrice alpina italiana (Breuil-Cervinia, n. 1927 - Aosta, † 2017)
- Anna Prchal, ex sciatrice alpina canadese (Toronto, n. 1979)
- Anna-Maria Rieder, sciatrice alpina tedesca (n. 2000)
- Titti Rodling, ex sciatrice alpina svedese (Bräcke, n. 1970)
- Anna Schaffelhuber, sciatrice alpina tedesca (Ratisbona, n. 1993)
- Anna Schilcher, sciatrice alpina austriaca (n. 2000)
- Anna Schillinger, sciatrice alpina tedesca (n. 2001)
- Inge Senoner, sciatrice alpina italiana (Santa Cristina Valgardena, n. 1940 - Bolzano, † 2007)
- Anna Sorokina, ex sciatrice alpina russa (Magnitogorsk, n. 1990)
- Anna Swenn Larsson, sciatrice alpina svedese (Mora, n. 1991)
- Anna Torsani, sciatrice alpina sanmarinese (Borgo Maggiore, n. 2001)

## Sciatrici freestyle(1)
- Anna Wörner, sciatrice freestyle tedesca (Garmisch-Partenkirchen, n. 1989)

## Sciatrici nautiche(1)
- Anna Maria Balboni Ravegnani, sciatrice nautica e pattinatrice italiana (Ferrara, n. 1923 - Cervia, † 2023)

## Sciatrici nordiche(1)
- Anna Volkova, sciatrice nordica russa (Elizovo, n. 1975)

## Scultrici(6)
- Anna Cabras Brundo, scultrice e pittrice italiana (Cagliari, n. 1919 - † 2008)
- Anna Chromy, scultrice e pittrice ceca (Český Krumlov, n. 1940 - Principato di Monaco, † 2021)
- Anna Coleman Ladd, scultrice statunitense (Bryn Mawr, n. 1878 - Boston, † 1939)
- Anna Golubkina, scultrice sovietica (Zarajsk, n. 1864 - Mosca, † 1927)
- Anna Mahler, scultrice austriaca (Vienna, n. 1904 - Londra, † 1988)
- Marie Tussaud, scultrice francese (Strasburgo, n. 1761 - Londra, † 1850)

## Showgirl(2)
- Costanza Caracciolo, showgirl, modella e conduttrice televisiva italiana (Lentini, n. 1990)
- Anna Maria Rizzoli, showgirl e attrice italiana (Roma, n. 1951)

## Siepiste(1)
- Anna Emilie Møller, siepista, mezzofondista e ex cestista danese (Copenaghen, n. 1997)

## Sindacaliste(2)
- Anna LoPizzo, sindacalista italiana (Buccheri, n. 1878 - Lawrence, † 1912)
- Anna Walentynowicz, sindacalista polacca (Rivne, n. 1929 - Smolensk, † 2010)

## Skeletoniste(1)
- Anna Fernstaedt, skeletonista tedesca (Praga, n. 1996)

## Slittiniste(2)
- Anna Berreiter, slittinista tedesca (Berchtesgaden, n. 1999)
- Anna Orlova, ex slittinista lettone (Riga, n. 1972)

## Snowboarder(1)
- Anna Gasser, snowboarder austriaca (Villaco, n. 1991)

## Soprani(19)
- Anna Maria Alberghetti, soprano e attrice italiana (Pesaro, n. 1936)
- Anna D'Angeri, soprano italiano (Vienna, n. 1853 - Trieste, † 1907)
- Anna De Amicis, soprano italiano (Napoli, n. 1733 - Napoli, † 1816)
- Anna Fitziu, soprano statunitense (New York, n. 1887 - New York, † 1967)
- Olive Fremstad, soprano e mezzosoprano svedese (Stoccolma, n. 1871 - Irvington, † 1951)
- Anna Guarini, soprano e liutista italiana (Ferrara, n. 1563 - Ferrara, † 1598)
- Anna Judic, soprano e attrice teatrale francese (Semur-en-Auxois, n. 1849 - Costa Azzurra, † 1911)
- Anna Kasyan, soprano armeno (Tbilisi, n. 1981)
- Annie Krull, soprano tedesco (Rostock, n. 1876 - Schwerin, † 1947)
- Anna von Mildenburg, soprano austriaco (Vienna, n. 1872 - Vienna, † 1947)
- Anna Moffo, soprano e attrice statunitense (Wayne, n. 1932 - New York, † 2006)
- Anna Morichelli Bosello, soprano italiano (Reggio Emilia - Trieste, † 1800)
- Anna Jur'evna Netrebko, soprano russo (Krasnodar, n. 1971)
- Anna Pirozzi, soprano italiano (Napoli, n. 1975)
- Anna Renzi, soprano italiano (Roma)
- Anna Eugénie Schoen-René, soprano e docente tedesca (Coblenza, n. 1864 - New York, † 1942)
- Nancy Storace, soprano britannico (Londra, n. 1765 - Londra, † 1817)
- Anna Maria Strada, soprano italiano (Bergamo, n. 1703 - † 1775)
- Anna Tomowa-Sintow, soprano bulgaro (Stara Zagora, n. 1941)

## Sovrane(21)
- Anna di Danimarca, sovrana (Skanderborg, n. 1574 - Hampton Court, † 1619)
- Anna di Serbia, regina serba († 1200)
- Anna di Baviera, sovrana tedesca (n. 1329 - Praga, † 1353)
- Anna di Provenza, regina († 930)
- Anna di Trebisonda, regina georgiana (Trebisonda, n. 1357 - † 1406)
- Anna di Gran Bretagna, sovrana britannica (St. James's, n. 1665 - Kensington Palace, † 1714)
- Anna d'Asburgo, sovrana (Cigales, n. 1549 - Badajoz, † 1580)
- Anna d'Asburgo, sovrana (Graz, n. 1573 - Varsavia, † 1598)
- Anna di Bretagna, sovrana (Nantes, n. 1477 - Blois, † 1514)
- Anna di Kiev, sovrana
- Anna d'Asburgo, sovrana (Valladolid, n. 1601 - Parigi, † 1666)
- Anna Bolena, sovrana britannica (Blickling Hall, n. 1507 - Torre di Londra, † 1536)
- Anna Dandola, sovrana italiana
- Anna di Foix-Candale, sovrana (n. 1484 - Buda, † 1506)
- Anna Jagellona, sovrana polacca (Cracovia, n. 1523 - Varsavia, † 1596)
- Anna Neville, sovrana inglese (Warwick, n. 1456 - Westminster, † 1485)
- Anna Paleologina, regina bizantina
- Anna Sofia Reventlow, regina danese (Castello di Clausholm, n. 1693 - † 1743)
- Anna Leopol'dovna Romanova, sovrana russa (Rostock, n. 1718 - Cholmogory, † 1746)
- Anna Pavlovna Romanova, sovrana russa (San Pietroburgo, n. 1795 - L'Aia, † 1865)
- Anna Caterina del Brandeburgo, sovrana danese (n. 1575 - † 1612)

## Sovrani(1)
- Anna dell'Anglia orientale, sovrano anglosassone

## Stiliste(3)
- Anna Fendi, stilista e imprenditrice italiana (Roma, n. 1933)
- Anna Sui, stilista statunitense (Detroit, n. 1952)
- Anna Il'inična Čavčavadze, stilista georgiana (Tiflis, n. 1891 - Berlino, † 1941)

## Storiche(8)
- Anna Comnena, storiografa bizantina (Costantinopoli, n. 1083 - Costantinopoli, † 1153)
- Anna Bravo, storica e saggista italiana (Villanova d'Asti, n. 1938 - Torino, † 2019)
- Anna Foa, storica italiana (Torino, n. 1944)
- Anna Farova, storica e critica d'arte ceca (Parigi, n. 1928 - Jindřichův Hradec, † 2010)
- Anna Maria Isastia, storica e docente italiana (Roma, n. 1945)
- Anna Pankratova, storica e educatrice sovietica (Odessa, n. 1879 - Mosca, † 1957)
- Anna Maria Rao, storica italiana (Napoli, n. 1949)
- Anna Rossi-Doria, storica italiana (Roma, n. 1938 - Roma, † 2017)

## Storiche dell'arte(5)
- Anna Maria Brizio, storica dell'arte, critica d'arte e funzionaria italiana (Sale, n. 1902 - Rapallo, † 1982)
- Anna Brownell Jameson, storica dell'arte e saggista irlandese (Dublino, n. 1794 - Londra, † 1860)
- Anna Lo Bianco, storica dell'arte italiana (Roma, n. 1948)
- Anna Ottani Cavina, storica dell'arte italiana (n. 1939)
- Anna Paola Zugni Tauro, storica dell'arte e scrittrice italiana (Feltre, n. 1931 - Venezia, † 2017)

## Supercentenarie(2)
- Anna Benericetti, supercentenaria italiana (Brisighella, n. 1906 - Forlì, † 2019)
- Anna Eliza Williams, supercentenaria britannica (Shropshire, n. 1873 - Swansea, † 1987)

## Tenniste(20)
- Märtha Adlerstråhle, tennista svedese (n. 1868 - Stoccolma, † 1956)
- Anna Blinkova, tennista russa (Mosca, n. 1998)
- Anna Bondár, tennista ungherese (Szeghalom, n. 1997)
- Sandra Cecchini, ex tennista italiana (Bologna, n. 1965)
- Anna Danilina, tennista russa (Mosca, n. 1995)
- Anna Dmitrieva, tennista e telecronista sportiva sovietica (Mosca, n. 1940 - Mosca, † 2024)
- Anna Földényi, ex tennista ungherese (Düsseldorf, n. 1974)
- Anna Kalinskaja, tennista russa (Mosca, n. 1998)
- Anna Kurnikova, ex tennista russa (Mosca, n. 1981)
- Anna Lapuščenkova, tennista russa (Mosca, n. 1986)
- Catarina Lindqvist, ex tennista svedese (Kristinehamn, n. 1963)
- Molla Mallory, tennista norvegese (Oslo, n. 1884 - Stoccolma, † 1959)
- Anna McCune Harper, tennista statunitense (Santa Barbara, n. 1902 - Moraga, † 1999)
- Anna Rogers, tennista statunitense (Stamford, n. 1998)
- Anna Karolína Schmiedlová, tennista slovacca (Košice, n. 1994)
- Anna Sisková, tennista ceca (Olomouc, n. 2001)
- Anna Smashnova, ex tennista israeliana (Minsk, n. 1976)
- Anna Smith, ex tennista britannica (Sanderstead, n. 1988)
- Anna Tatišvili, ex tennista georgiana (Tbilisi, n. 1990)
- Anna Zaja, tennista tedesca (Sigmaringen, n. 1991)

## Terroriste(1)
- Anna Laura Braghetti, terrorista e brigatista italiana (Roma, n. 1953)

## Tipografe(1)
- Anna Maria Panialis, tipografa italiana (Vercelli, n. 1757)

## Tiratrici a segno(1)
- Anna Korakakī, tiratrice a segno greca (Drama, n. 1996)

## Traduttrici(4)
- Anna Davidovna Abamelik-Lazareva, traduttrice e poetessa russa (San Pietroburgo, n. 1814 - San Pietroburgo, † 1889)
- Anna Maria Biavasco, traduttrice italiana (Savona, n. 1958)
- Anna Hume, traduttrice, poetessa e scrittrice scozzese
- Anna Nadotti, traduttrice, scrittrice e critica letteraria italiana

## Tripliste(3)
- Anna Birjukova, ex triplista russa (Ekaterinburg, n. 1967)
- Anna Krylova, ex triplista russa (Kamensk-Šachtinskij, n. 1985)
- Anna Pjatych, triplista russa (Mosca, n. 1981)

## Truffatrici(1)
- Anna Sorokin, truffatrice russa (Domodedovo, n. 1991)

## Tuffatrici(5)
- Stefanie Clausen, tuffatrice danese (Copenaghen, n. 1900 - Karlebo, † 1981)
- Emma Gullstrand, tuffatrice svedese (n. 2000)
- Greta Johansson, tuffatrice e nuotatrice svedese (Stoccolma, n. 1895 - San Mateo, † 1978)
- Anna Konanykhina, tuffatrice russa (San Pietroburgo, n. 2004)
- Anna Lindberg, ex tuffatrice svedese (Karlskoga, n. 1981)

## Veliste(1)
- Anna Tunnicliffe, velista statunitense (Doncaster, n. 1982)

## Velociste(8)
- Anna Rita Angotzi, ex velocista italiana (Oristano, n. 1967)
- Anna Bongiorni, velocista italiana (Pisa, n. 1993)
- Anna Maria Cantù, velocista italiana (Cremona, n. 1923 - Torino, † 2008)
- Anna Chmelková, ex velocista cecoslovacca (Špačince, n. 1944)
- Anna Doi, velocista giapponese (Kiyose, n. 1995)
- Anna Kiełbasińska, velocista polacca (Varsavia, n. 1990)
- Ramona Papaioannou, velocista cipriota (Cholargos, n. 1989)
- Anna Polinari, velocista italiana (Verona, n. 1999)

## Veterinarie(1)
- Anna Vigone, veterinaria italiana (n. 1930 - † 2015)

## Viaggiatrici(1)
- Anna Brassey, viaggiatrice e scrittrice inglese (Londra, n. 1839 - Oceano Pacifico, † 1887)

## Wrestler(1)
- Anna Jay, wrestler statunitense (Brunswick, n. 1998)

## Senza attività specificata(35)
- Anna Alcott Pratt, statunitense (Filadelfia, n. 1831 - Concord, † 1893)
- Anna Anderson, polacca (Borowy Las, n. 1896 - Charlottesville, † 1984)
- Anna Angelina Comnena Ducas, bizantina († 1258)
- Anna O., austriaca (n. 1859 - † 1936)
- Anna di Veldenz, contessa tedesca (Wachenheim, † 1439)
- Anna de La Tour d'Auvergne, contessa (n. 1496 - Saint-Saturnin, † 1524)
- Anna di Meclemburgo-Schwerin, contessa (Plau am See, n. 1485 - Rödelheim, † 1525)
- Anna di Valacchia
- Anna di Kašin, monaca cristiana russa (Kašin, † 1368)
- Anna Behlmer, tecnico del suono statunitense (n. 1961)
- Anna Maria Bertarini, architetta italiana (Milano, n. 1923 - Bellano, † 2022)
- Anna Maria Carloni, ex politica italiana (Appignano, n. 1955)
- Anna Vittoria Dolara, monaca cristiana, pittrice e poetessa italiana (Roma, n. 1764 - Roma, † 1827)
- Anna Caterina Dorotea di Salm-Kyrburg, duchessa (Finstingen, n. 1614 - Stoccarda, † 1655)
- Anna Grigor'evna Dostoevskaja, russa (San Pietroburgo, n. 1846 - Jalta, † 1918)
- Anna Katharina Emmerick, monaca cristiana, mistica e veggente tedesca (Coesfeld, n. 1774 - Dülmen, † 1824)
- Anna Eriksdotter, svedese (Bollnäs, n. 1624 - Eskilstuna, † 1704)
- Anna Göldi, svizzera (Sennwald, n. 1734 - Glarona, † 1782)
- Anna Gyarmati, ex snowboarder ungherese (Eger, n. 1993)
- Anna Holmlund, ex sciatrice freestyle svedese (Sundsvall, n. 1987)
- Anna Jarvis, statunitense (Webster, n. 1864 - West Chester, † 1948)
- Anna Maria Mancuso, ex politica italiana (Zagarise, n. 1960)
- Anna Maria Iten Shinnyo Marradi, monaca buddista italiana (Firenze, n. 1953)
- Anna McGowan, statunitense (Scranton, n. 1897 - Chicago, † 1990)
- Anna Mons, tedesca (Mosca, n. 1672 - Mosca, † 1714)
- Anna Nahowski, austriaca (Vienna, n. 1859 - Vienna, † 1931)
- Anna Maria Pertl, austriaca (Sankt Gilgen, n. 1720 - Parigi, † 1778)
- Anna Razzi, ex ballerina e direttrice artistica italiana (Roma, n. 1940)
- Ana Rech, italiana (Pedavena, n. 1828 - Caxias do Sul, † 1916)
- Anna Maria Schwegelin, francese (Lachen, n. 1729 - Kempten, † 1781)
- Anna Maria Strada, boema († 1629)
- Anna Sulima, ex pentatleta polacca (n. 1969)
- Eleanore Sullivan, italiana (Lucca, n. 1750 - † 1833)
- Anna Ter-Avetikian, architetta armena (Erevan, n. 1908 - Erevan, † 2013)
- Anna Vanzan, iranista, islamista e traduttrice italiana (Venezia, n. 1955 - Venezia, † 2020)